# Коллес, Генри Коуп
Генри Коуп Коллес (англ. Henry Cope Colles; 20 апреля 1879, Бриджнорт, Шропшир — 4 марта 1943, Лондон) — британский музыковед.
Окончил Королевский колледж музыки, ученик Хьюберта Парри (история музыки), Уолтера Олкока (орган) и Уолфорда Дэйвиса (контрапункт). С 1905 г. работал в газете The Times, с 1911 г. её главный музыкальный критик. Преподавал в Челтенхемском колледже для девочек, затем в Колледже Святого Михаила в Тэнбери-Уэллс, позднее возглавлял этот колледж (специализирующийся на обучении мальчиков церковному пению), а в последний год своей жизни опубликовал отдельным изданием очерк его истории (англ. History of St Michael's College, Tenbury; 1943, совместно с М. Ф. Олдерсоном). Возглавлял также Общество церковной музыки и Школу английской церковной музыки.
Опубликовал книгу об Иоганнесе Брамсе вообще (1908) и о его камерной музыке в частности (англ. The Chamber Music of Brahms; 1933), монографии «Развитие музыки» (англ. The Growth of Music; 1912—1916) и «Голос и стих: Исследование английской песни» (англ. Voice and Verse: a Study of English Song; 1928), очерк истории Королевского колледжа музыки к его 50-летию (англ. The Royal College of Music: a Jubilee Record, 1883-1933; 1933), сборник «Об изучении музыки и другие статьи» (англ. On Learning Music and Other Essays; 1940), книгу о своём учителе Уолфорде Дэйвисе (1942). Редактировал третье (1927) и четвёртое (1940) издания Музыкального словаря Гроува.